# 穆罕马杜·布哈里
穆罕马杜·布哈里（1942年12月17日—2025年7月13日）是尼日利亞政治人物及退役陸軍少將。出生于卡齐纳州，是富拉尼人，信奉伊斯蘭教遜尼派。1983年靠軍事政變成為奈及利亞最高領袖，1985年因政變下台，2015年再度擔任尼日利亞總統。

## 早年
布哈里出生於富拉尼人家庭。他是其父親的第二十三個孩子。他四歲時父親去世，布哈里由母親撫養長大。他於1953年在道拉和邁阿杜阿的小學就讀於Katsina中學，並於1956年至1961年就讀於Katsina省立中學。

## 政治生活
在1983年軍事政變後，布哈里於1983年12月31日至1985年8月27日擔任最高軍事委員會主席，是當時軍人政權的首領。1985年8月27日，另一將領易卜拉欣·巴班吉達發動不流血政變推翻布哈里政府。
布哈里後於2003年、2007年及2011年參選總統但均落敗。2014年7月逃過一次疑似由博科聖地發動的自殺炸彈襲擊。2014年12月成為全體進步大會的總統參選人，並於2015年大選擊敗时任總統古德勒克·乔纳森當選。2015年5月29日就職。2019年2月在总统选举中连任成功，领先主要对手阿提庫·阿布巴卡爾390多万票。

## 施政
打擊貪腐是布哈里在2015年競選時的政綱之一。直至2016年2月，尼日利亞的反貪污審計已核查全國約120萬政府僱員的大約三分之一，發現當中有超過7%的人員根本不存在或是以不同人名重複領薪。近24,000名不存在的「幽靈僱員」被開除，為政府每月節省超過1,000萬美元。
2021年6月2日，推特公司刪除布哈里的一則警告東南部分離主義分子的推文。6月4日，尼日利亞政府表示已無限期暫停推特在境內營運。